# Vieselbach
Vieselbach ist ein Ortsteil im äußeren Osten der thüringischen Landeshauptstadt Erfurt.

## Geografie
Vieselbach liegt etwa sieben Kilometer östlich von Erfurt am Vieselbach, einem Nebenfluss der Gramme in einer landwirtschaftlich geprägten Umgebung auf einer Höhe von 207 m. Südlich des Dorfes liegt die Talsperre Vieselbach.

## Geschichte
Der Ortsname Vieselbach geht auf den früher sehr geschlängelten Verlauf des Baches zurück. Erstmals urkundlich erwähnt wurde Vieselbach im Jahr 1193 mit der Zinspflicht von sieben Schweinen gegenüber dem Marienstift (Domstift) Erfurt. Historiker gehen jedoch davon aus, dass Vieselbach wesentlich älter und wahrscheinlich um 900 entstanden ist.
Im Mittelalter war Vieselbach Amtssitz der Grafschaft Vieselbach, die 17 Dörfer umfasste und den Grafen von Gleichen unterstand. Die Burg der Grafen lag auf dem so genannten Schlossberg und wurde wohl bereits im 14. Jahrhundert zerstört. 1343 verkauften die von Gleichen das Amt an die Stadt Erfurt beziehungsweise das Erzbistum Mainz. Diese teilte den Wirtschaftshof der Grafen an Bauern auf. Auf Veranlassung von Erfurt wurde nordwestlich des Dorfes ein großer Fischteich (25 ha) angelegt. Dieser wurde im 18. Jahrhundert trockengelegt und ein Gehölz zur Fasanen-Aufzucht angepflanzt, das 1912 durch Korbweiden abgelöst wurde. Große Schäden brachte der Dreißigjährige Krieg über den Ort. Nach seinem Ende zählte Vieselbach nur noch etwa 100 Einwohner. 1664 kam Vieselbach zusammen mit Erfurt zu Kurmainz, 1802 zu Preußen. Im Zuge der Napoleonischen Kriege wurde das Dorf 1806 Teil des Fürstentums Erfurt, das direkt Frankreich unterstand. 1815 wurden Vieselbach nach über 500-jähriger Verbindung mit Erfurt sowie einige umliegende Dörfer als Folge des Wiener Kongresses Teil des Großherzogtums Sachsen-Weimar-Eisenach, bei dem der Ort bis zur Gründung des Landes Thüringen 1920 verblieb. Vieselbach wurde Sitz eines Gerichtsbezirksamts (Amt Vieselbach und Justizamt Vieselbach), das 1818 in einen Neubau auf dem Hausberg oder „Amtsberg“ zog.
Schon 1847 erhielt Vieselbach einen Eisenbahnanschluss an der Thüringer Bahn von Halle und Leipzig nach Erfurt, was die industrielle Entwicklung im Ort nachhaltig förderte. Der damals erbaute Eisenbahnviadukt aus Natursteinen, 1934 verstärkt, wird auch heute noch genutzt. Eine Bierbrauerei, Eisengießerei, Dampfmühle und andere Betriebe entstanden, unterstützt von einer eigenen Sparkasse. Vieselbach wurde wohlhabend. 1895 konnte der Kirchenschiff-Neubau eingeweiht werden. Auch die Landwirtschaft florierte. Eine Reihe von Großbauernhöfen entstanden. Besonders erfolgreich war der Landwirt Otto Lippold, einer der Begründer des guten Rufs der Thüringer Kaltblüterzucht.
Im Ersten Weltkrieg verloren 49 Vieselbacher Soldaten ihr Leben. In den 1920er und 1930er Jahren kam es zur allmählichen Erholung von den Kriegsfolgen. So setzte z. B. Edmund Kühn, der Schwiegersohn von Otto Lippold, in seinem Musterbetrieb dessen große Erfolge in der Pferde-, Rinder- und Saatzucht fort (1953 kollektiviert).
Im Zweiten Weltkrieg starben nicht nur an der Front zahlreiche Vieselbacher, sondern auch in Erfurter Betrieben bei Luftangriffen. Bahnanlagen in Vieselbach wurden durch Sprengbomben, Luftminen und Bordwaffen zerstört. Die Vieselbacher Bevölkerung nutzte bei Fliegeralarm auch die Kühlkeller der Brauerei Deinhardt als bombensichere Schutzräume. Im April 1945 erfolgte die Besetzung des Ortes durch US-Truppen, Anfang Juli durch die Rote Armee. Durch Zustrom von Flüchtlingen aus den Ostgebieten nahm die Einwohnerzahl auf über 2500 Menschen zu. Vieselbach wurde Teil der SBZ und ab 1949 der DDR. Es machte mit Enteignungen und Kollektivierung alle sich ergebenden gesellschaftlichen Entwicklungen mit.
Unter den Heimatvertriebenen waren auch viele Katholiken. Deren Gottesdienste fanden über Jahre in der evangelischen Kirche statt. 1953 konnte der Neubau der katholischen Kirche St. Maria Rosenkranzkönigin geweiht werden. Zu der Gemeinde gehörten 1700 Mitglieder aus Vieselbach und 20 umliegenden Dörfern. An der Kirche hatten auch viele Gemeindemitglieder mitgebaut. Das Baumaterial stammte zum Teil aus Abrissen von Lagergebäuden auf dem Ettersberg. Von 1995 bis 1997 erfolgte eine grundlegende Sanierung des Kirchenbaus. Seit 1981 ist Vieselbach Filialgemeinde von St. Georg in Erfurt.
1952 wurde das Dorf dem Kreis Erfurt-Land zugeordnet, zu dem es bis zur Eingemeindung in die Stadt Erfurt am 1. Juli 1994 gehörte. Heute besitzt Vieselbach einen gemeinsamen Ortschaftsrat mit dem etwa einen Kilometer nördlich gelegenen Wallichen (172 Einwohner).

### Einwohnerentwicklung

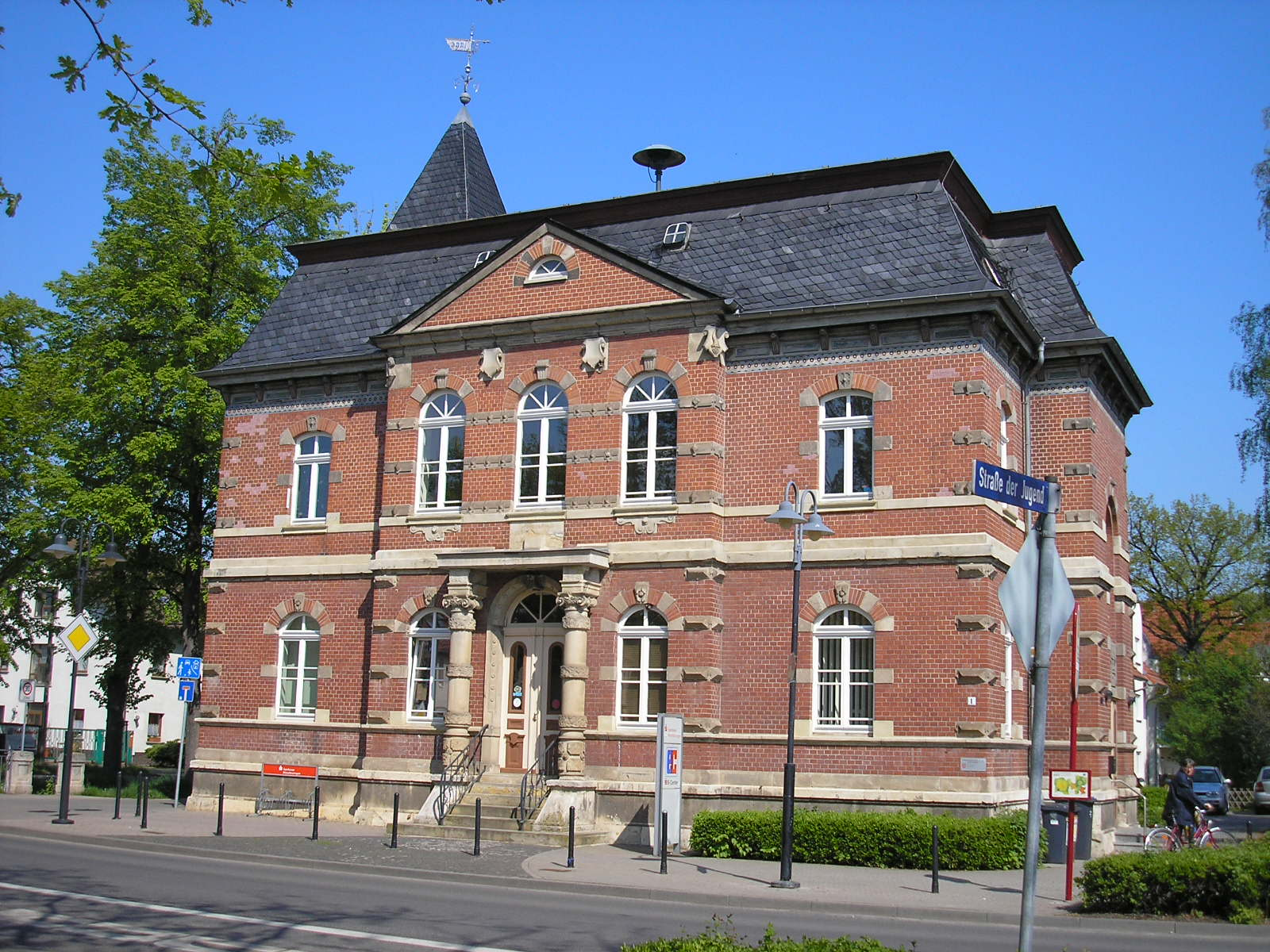
Ehemaliges Rathaus im Ortskern

| Jahr      | 1843 | 1910  | 1939  | 1995  | 2000  | 2005  | 2010  | 2015  | 2019  | 2020  |
| --------- | ---- | ----- | ----- | ----- | ----- | ----- | ----- | ----- | ----- | ----- |
| Einwohner | 0560 | 1.252 | 1.748 | 1.968 | 2.123 | 2.204 | 2.215 | 2.170 | 2.232 | 2.141 |

## Verkehr

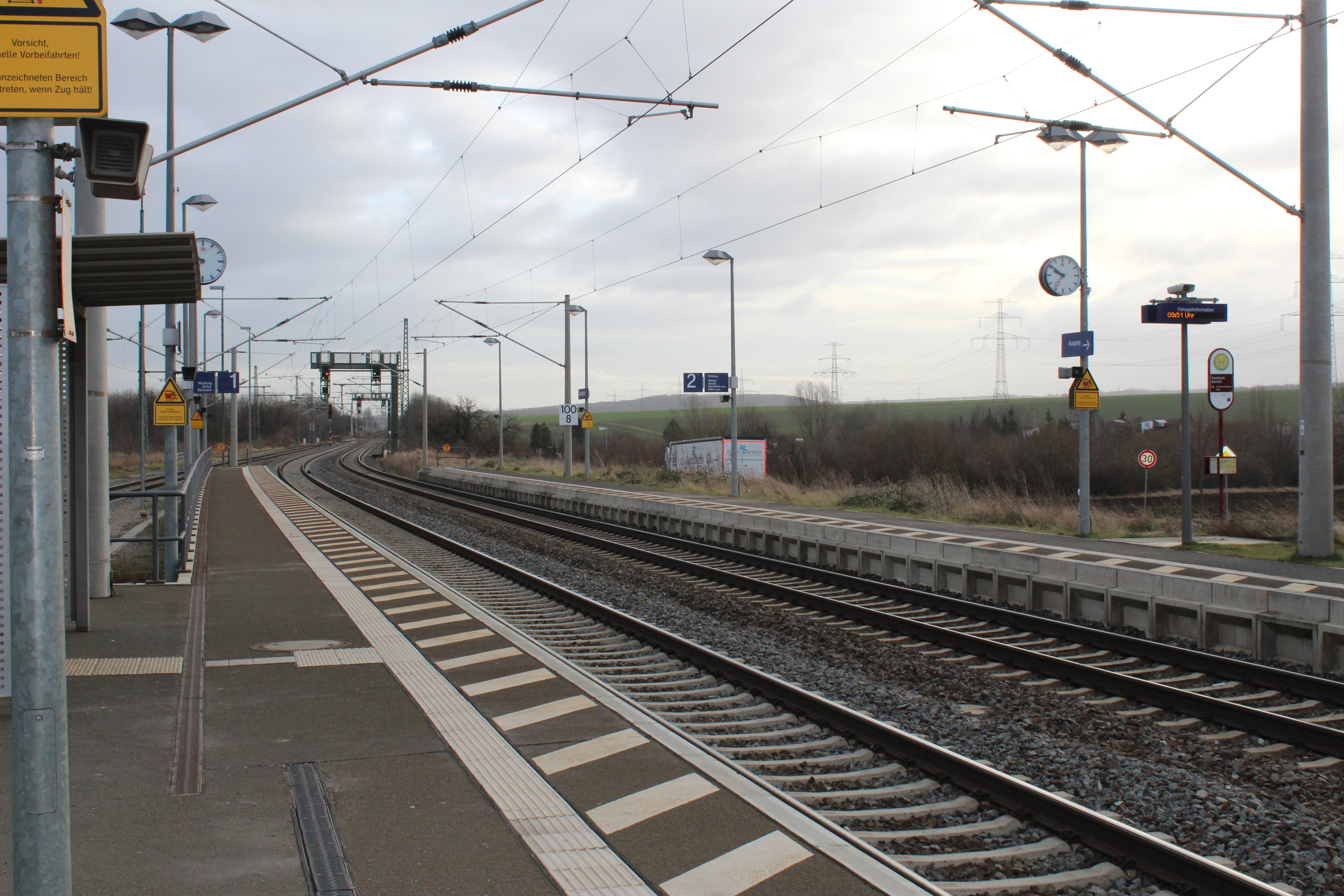
Bahnhof Vieselbach (2018)

An der Bahnstrecke Halle–Bebra befindet sich der Bahnhof Vieselbach, der im Regionalverkehr angefahren wird. Es führen Straßen von Vieselbach nach Azmannsdorf (Erfurt), Mönchenholzhausen (B7), Niederzimmern (Weimar), Kleinmölsen (Sömmerda) und Wallichen. Etwa fünf Kilometer südlich des Ortes befindet sich die Autobahnanschlussstelle Erfurt-Vieselbach der A 4. Stadtbusse der EVAG verkehren Richtung Ringelberg, Niederzimmern und Erfurter Innenstadt (Busbahnhof).

## Personen, die in Vieselbach geboren wurden
- Friedrich Justus Riedel (1742–1785), Schriftsteller und Hochschullehrer
- Karl Güldenapfel (1859–1944), Pfarrer u. a. in Stockhausen bei Sondershausen
- Paul Stapff (1868–1930), Jurist, Ministerial- und Reichsbahnbeamter
- Ernst Katzmann (1897–1968), NSDAP-Politiker
- Ernst Sorge (1899–1946), Geograph, Polarforscher und Lehrer

## Denkmäler und Sehenswürdigkeiten
- Heiligkreuz, evangelische Kirche von 1894
- St. Maria Rosenkranzkönigin, katholische Kirche von 1953
- Eisenbahnviadukt von 1847 (verstärkt 1934)
- Kriegerdenkmal 1870/71 am Rathausplatz
- Ernst-Thälmann-Denkmal in Bahnhofsnähe

## Vereine
Der Sportverein SV 1899 Vieselbach e. V. bietet in mehreren Abteilungen verschiedene Breitensportaktivitäten an. Zu seinem 110-jährigen Vereinsjubiläum 2009 wurde u. a. das Richtfest für ein neues, 455.000 Euro teures Sportzentrum gefeiert.